# Youssouf Bakayoko
Pour les articles homonymes, voir Bakayoko.
Vous pouvez aider à l'améliorer ou bien discuter des problèmes sur sa page de discussion.
- Il ne s’appuie pas, ou pas assez, sur des sources secondaires ou tertiaires. (Marqué depuis janvier 2018)
- Sa forme n’est pas encyclopédique et ressemble trop à un curriculum vitæ. Modifiez le texte pour aider à le transformer en article neutre. (Marqué depuis janvier 2018)

- Archive Wikiwix
- Bing
- Cairn
- DuckDuckGo
- E. Universalis
- Gallica
- Google
- G. Books
- G. News
- G. Scholar
- Persée
- Qwant
- (zh) Baidu
- (ru) Yandex
- (wd) trouver des œuvres sur Wikidata

Youssouf Bakayoko, né le 1er avril 1943 à Bouaké (Côte d'Ivoire deuxième ville de la Côte d'Ivoire)
et mort le 30 septembre 2023 à Issy-les-Moulineaux en France, est un diplomate et ambassadeur ivoirien.

## Biographie

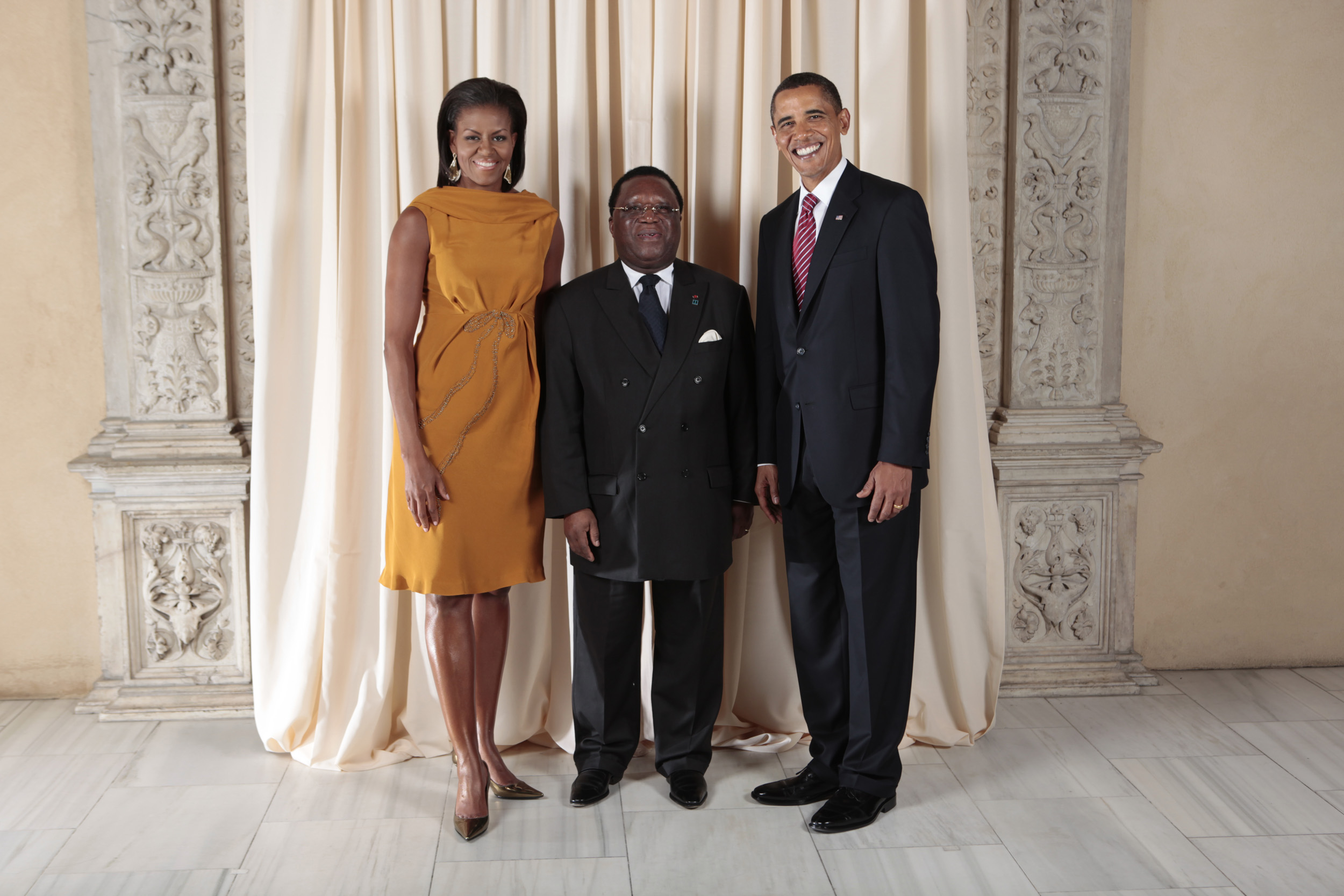
Youssouf Bakayoko et le couple Obama en 2009.

### Études
Youssouf Bakayoko est titulaire d'un diplôme de l'Institut des hautes études de défense nationale (IHEDN), promotion 6e FICA - Paris. Il est aussi titulaire d'un diplôme de la dotation Carnegie pour la Paix internationale, formation diplomatique, promotion 1971/1972 - Genève ainsi que d'un certificat de l'Institut des hautes études internationales, Droit-Économie - 1971 - Genève. Il est également doté d'une licence es-lettres de l’université Paris-Nanterre (1969).

### Carrière diplomatique et politique
Youssouf Bakayoko est en mission permanente en Côte d’Ivoire auprès de l'Office européen des Nations unies et des institutions spécialisées à Genève et de l'ONUDI à Vienne de 1973 à 1976.
Entre 1983 et 1990, il est ambassadeur, directeur de la caisse de stabilisation et de soutien des prix des productions agricoles (CSSPP) – Paris.
Youssouf Bakayoko est ministre des Affaires étrangères du 28 décembre 2005 au 23 février 2010 (gouvernement Charles Konan Banny I et II, gouvernement Soro I).
Youssouf Bakayoko est élu, le vendredi 26 février 2010, président de la nouvelle Commission électorale indépendante (CEI). La Commission centrale de la CEI composée de 30 membres a été installée la veille par le Conseil constitutionnel, au Palais présidentiel. Puis l'élection du président a pu se tenir. M. Youssouf Bakayoko est à la CEI pour le compte du Parti démocratique de Côte d'Ivoire – Rassemblement démocratique africain (PDCI). Youssouf Bakayoko a été élu avec 19 voix pour sur 20 présents.
Président de la Commission électorale indépendante (CEI) jusqu’en octobre 2019, il joue un rôle important lors de l’élection présidentielle de 2010 en annonçant la victoire d’Alassane Ouattara. 

#### 1972 – 1973 ZBI
- Ministère des Affaires étrangères - Abidjan (conférences et réunions)[5]
- Assemblées générales des Nations unies[5].
- Assemblées annuelles de l’Union interparlementaire[5].
- Sessions de la CNUCED, de l’ONU ZBI[5]
- Membre du bureau politique du PDCI-RDA[5].

## Distinction
- Commandeur de l’ordre national de Côte d'Ivoire[5].